# Faches-Thumesnil
Faches-Thumesnil é uma comuna francesa situada no departamento do Norte, na região dos Altos da França. Ela é parte do Mélantois, que forma o lado sudeste da aglomeração de Lille.

## Geografia

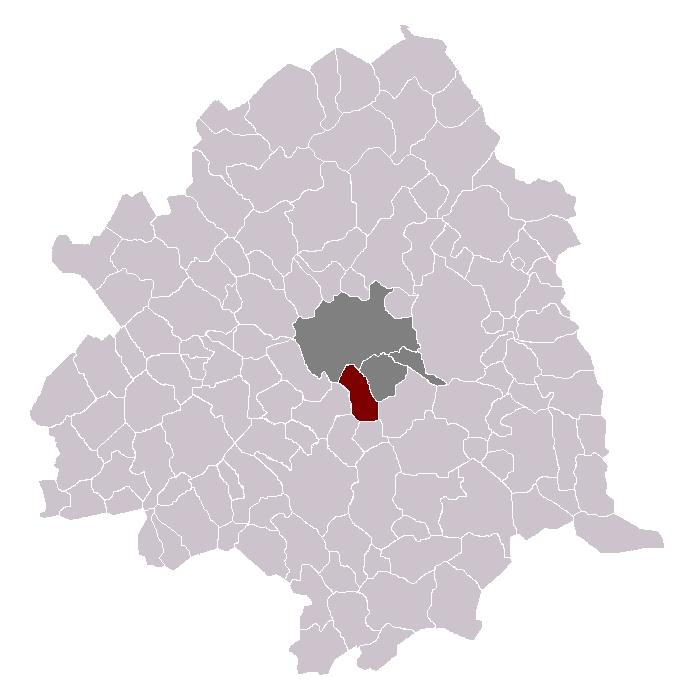
Faches-Thumesnil em seu cantão e seu arrondissement

### Situação
A comuna está localizada no Mélantois na Flandres romana ao sul da aglomeração de Lille, junto à auto-estrada A1 e do Aeroporto de Lille - Lesquin. Ela é limítrofe com as comunas de Lille, Ronchin, Lesquin, Vendeville, Templemars e Wattignies.
Faches-Thumesnil está na interseção das principais auto-estradas que conduzem para Valenciennes, Bruxelas e Paris.

## História
É no planalto do Mélantois que se localizava a vila de Faches, e a sua aldeia Thumesnil, muito nitidamente separadas no passado por mais de um quilômetro de terras ou de campos. Foi em 1104, que apareceu pela primeira vez o nome de "Faches", mais precisamente "Facis", que significa "terra inculta".
A palavra Thumesnil vai aparecer em 1184 no registro de Seclin, mas a etimologia da palavra continua a ser difícil de definir. Esse termo teria sido dividido em 2 partes, "Thu" e "Mesnil". "Mesnil" origina-se da palavra "mansionile" em latim que designa uma habitação cercada de terras. "Thu" esse prefixo de origem germânica teria por significado a palavra "fazenda".
Mais de oitocentos anos foram necessárias para formar o nome desta comuna. Mesmo se a parada da Ferrovia (criada em 1846) já carregava o nome de FACHES-THUMESNIL, a separação da vila de Faches e de sua aldeia Thumesnil foi necessário que os habitantes de Faches em uma carta endereçada ao Prefeito em 22 de janeiro de 1899. O problema da delimitação das duas comunas impediu esta separação.
Em 1912, a fábrica de biscoitos Geslot-Voreux foi transferida de Lille para Faches após o incêndio da fábrica de Lille. Na década de 1970, a empresa Geslot pediu falência e foi comprada por diferentes marcas antes de se tornar, em 1979, a propriedade da Biscuiterie Nantaise.
Em 1984, um incêndio devastou a fábrica que foi definitivamente fechada. Pierre-Vinoc Geslot é a origem do Sablé des Flandres, biscoito célebre, de uma espessura relativamente fina, de tipo "quarto de círculo". A produção desta fábrica foi enviado para toda a França depois da estação vizinha de Ronchin. Mais de uma centena de diferentes produtos foram fabricados antes da Segunda Guerra Mundial.
Em 1951, o Conselho Municipal de 28 de junho aprova a ortografia até então incerta de Faches-Thumesnil (sem acento circunflexo no "a").

## Geminação
- Cattolica (Itália)
- Stolberg (Alemanha)
- St Neots (Reino Unido)
- Náoussa (Emátia) (Grécia)
- Tinkaré (Mali) (Comuna de Diéma)

Além disso, a cidade patrocina a cidade de Adămuş (Romênia).

## Cultura e patrimônio

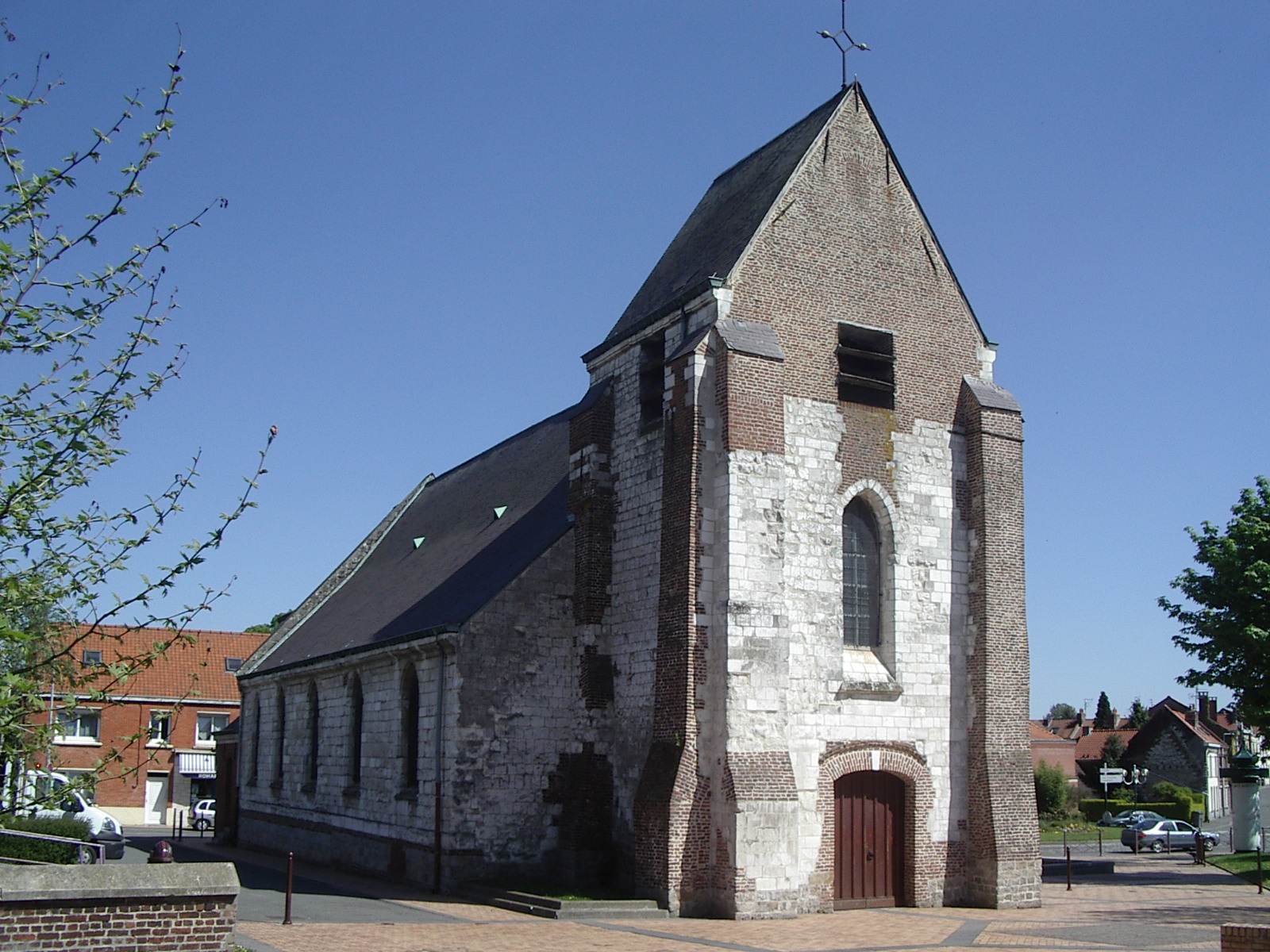
Igreja de Faches, Sainte Marguerite d'Antioche.

- Le mont de Faches : uma pequena montanha localizada no sul da cidade entre a auto-estrada e o centro comercial. Pode se ver Euralille e os montes do Pas-de-Calais.
- A igreja Sainte Marguerite d'Antioche : a igreja tem 4 colunas de arenito do século XIII, um altar com medalhões de forma oval, pintado em 1699, a fonte batismal do século XV, bem como painéis e confessionários do século XVIII. A igreja de Sainte-Marguerite está localizada na place du Général de Gaulle.
- A igreja do Sacré-Cœur : construída por volta de 1850 por Charles Leroy, famoso arquiteto de Lille da catedral de Notre-Dame de la Treille.